# Січневі події у Вільнюсі
Січневі події у Вільнюсі, або штурм Вільнюської телевежі — події, що мали місце 8—13 січня 1991 у столиці Литовської РСР Вільнюсі; інтервенція — спроба вищого радянського керівництва військовими методами повернути Литву, яка ще у березні 1990 вийшла зі складу СРСР, проголосивши свою незалежність. Кульмінацією протистояння став штурм радянськими військами та спецпризначенцями вільнюського телецентру, під час якого загинуло 15 осіб — 14 з-поміж захисників телевежі та один офіцер спецпідрозділу «Альфа».

## Хід подій
Шлях до здобуття незалежності від СРСР Литва розпочала ще 1988 року зі створення суспільно-політичного руху «Саюдіс». Саме цей рух став предтечею та локомотивом національно-визвольних змагань Литовської РСР у 1990 — на початку 1991 року. Створення «Саюдіса» спричинило відповідну реакцію з боку місцевих комуністів та інших прорадянських сил, які започаткували рух під назвою «Vienybė-Единство-Jedność»; метою цього руху вони оголосили боротьбу з проявами литовського націоналізму та добробут у сфері економіки. «Єдінство» користувалося певною підтримкою серед місцевих національних меншин — насамперед росіян та поляків. Велику підтримку «Єдінство» чекало від народу Литви, незадоволеного погіршенням економічного становища, російськомовного населення та військових, чиї права були обмежені деякими литовськими законами. Для цього литовські комуністи використовували пропаганду — ними штучно створювалася ворожнеча між населенням і радянською армією.
Литва першою з усіх республік СРСР стала незалежною державою — це відбулося 11 березня 1990 року, коли Верховна Рада Литовської РСР ухвалила рішення про вихід республіки зі складу СРСР. Натомість рішення Народного сейму щодо приєднання Литви до СРСР, прийняте у 1940 році, було визнано таким, що втратило чинність. Незадовго до цього, у березні 1990 року, відбулися вибори до Верховної Ради Литви, за результатами яких перемогли сили, що виступали за державну незалежність Литви. СРСР відповів на дії Литви економічною блокадою, розпочатою у квітні 1990 року.
У січні 1991 під керівництвом руху «Єдінство» відбулися масові акції протесту проти підвищення цін — коли уряд Казимири Прунскене відпустив ціни на продукти, що спричинило їх стрімкий ріст. У ході демонстрацій здійснювалися також спроби штурму Верховної ради Литовської РСР.
Велику занепокоєність ситуацією у Вільнюсі висловила Рада Національностей Верховної Ради СРСР, заявивши при цьому, що отримує від мешканців Литви телеграми, адресовані керівництву СРСР, у яких ті закликають навести порядок на території республіки.
8—9 січня 1991 року на територію Литви було введено загін спецпідрозділу «Альфа» КДБ СРСР та 76-ту повітряно-десантну дивізію зі Пскова. Вже наступного дня, 10 січня, голова Верховної ради Литви Вітаутас Ландсберґіс отримав звернення від Михайла Горбачова, в якому останній вимагав відновити Литовську РСР. Горбачов відкрито заявив Ландсберґісу та всьому керівництву й народу Литви: «Нікуди ви не дінетеся, нікуди ви не підете!»
11 січня 1991 року секретарем ЦК комуністичної партії Литви Юозасом Єрмалавічюсом та іншими було створено Комітет національного порятунку Литовської РСР. Ландсберґіс, своєю чергою, не пристав на умови ультиматуму та закликав мешканців Литви відстоювати молоду державу. Цього ж дня радянські війська та спецпризначенці встановили контроль над вільнюським Будинком друку та іншими стратегічно важливими пунктами, такими як вільнюський аеропорт. У зв'язку із загарбницькими діями військ СРСР на території Литви Вільнюс направив у Москву ноту протесту.
У цей же день залізничне сполучення з Вільнюсом було заблоковано; у ніч на 12 січня Департамент охорони краю й телефонна станція опинилися під контролем радянської армії. З «Північного містечка» — місця дислокації радянських військових — на вулиці Вільнюса періодично виїжджали колони радянської бронетехніки.
На початку доби 13 січня війська СРСР здійснили штурм телевізійного центру, телевежі та ряду об'єктів у Вільнюсі. На той час жителі Литви протягом кількох днів, у кількості від кількох десятків тисяч до кількох сотень тисяч осіб, стояли навколо парламенту, побудувавши біля нього барикади. Радянські війська штурм парламенту Литви так і не здійснили. В результаті захоплення осередків телевізійного та радіомовлення загинуло 14 простих литовців та один боєць «Альфи», поранено близько 800 осіб. Загиблий лейтенант «Альфи» став випадковою жертвою власних людей (дружній вогонь командира) та помер через те, що совєти не надали йому вчасно першу допомогу. Найбільше жертв серед мирних мешканців було біля телевежі. За іншими даними, які наводить влада Литви, загальна кількість поранених сягає 1000 осіб, серед них 31 — важко поранені.
У вільнюських січневих подіях 1991 року брав участь також ЗМОП литовської столиці — після захоплення телецентру його частини намагалися здійснити штурм вільнюських об'єктів.
Після захоплення радянськими військами вільнюських телецентру й телевежі, телебачення Литви продовжило свою діяльність у Каунасі. Невдовзі ретрансляцію програм литовського телебачення почав проводити один з телевізійних каналів Швеції, завдяки чому про ситуацію у Литві стало відомо телеглядачам у всьому світі.
В обороні вільнюського Парламенту та, частково, інших об'єктів брали участь також українці Литви й добровольці з України, у тому числі студенти.

## Реакція світу
Світова спільнота різко негативно відреагувала на донесену шведським телебаченням інформацію про стан справ у Литві. Події у Литві та Вільнюсі висвітлювали провідні світові ЗМІ. Керівники СРСР на чолі з Михайлом Горбачовим заперечували те, що мають відношення до подій у Литві. Горбачов також заявив, що йому лише вранці доповіли про хід подій у Вільнюсі — до цього він начебто не знав про акції радянської армії в Литві. Жителі Москви, своєю чергою, висловили підтримку литовцям — 14 січня 1991 відбувся багатолюдний мітинг на Манежній площі під гаслами «Горбачев — убийца» та «Прости нас, Литва». За словами політолога Андрєя Піонтковського, мітинг на Манежній площі нараховував близько півмільйона осіб та був найбільшим за весь час радянської «перебудови».
Негативно відреагували на введення радянських військ до Литви також уряди країн Скандинавії та Папа Римський.
Радянська агресія в Литві була засуджена також парламентами Росії, України, Білорусі, Казахстану, Московською та Ленінградською міськими радами.
Проте колишній голова МЗС Литви Альгірдас Саударґас припускає, що держави Заходу не чинили б спротиву повторному встановленню радянської влади на території Литви; на його думку, незалежність Литви вдалося відстояти саме завдяки зусиллям її простих громадян.

## Розслідування подій у Вільнюсі
Під час розслідування вільнюських подій з боку литовської влади у злочині проти людяності було звинувачено 69 громадян Росії, України та Білорусі, які в цей період проходили у Вільнюсі військову службу. Однак покарано було лише двох із них — лідерів литовських комуністів Міколаса Бурокявічюса та Юозаса Єрмалавічюса, які просили Михайла Горбачова ввести до Вільнюса війська СРСР. Вони отримали дванадцять та вісім років позбавлення волі відповідно — після арешту спецслужбами Литви в Мінську. До білоруської столиці вони втекли ще на початку 1991 року.
За словами радянського та російського пропагандиста Александра Нєвзорова, який у січні 1991 року проводив репортажі з місця подій, у протестувальників стріляли самі ж литовці, а частина людських тіл, виявлених у місцях найзапекліших протистоянь, була привезена туди з моргів. Згодом цей фейк було спростовано, але російські ЗМІ масово продовжили сіяти неправдиву інформацію про протести в Литві.
У листопаді 2014 року прокуратурою Литви було завершено досудове слідство стосовно подій у Вільнюсі.
У січні 2016 року, у межах справи щодо подій у Вільнюсі 1991 року, Генеральною прокуратурою Литви у злочинах проти людяності був звинувачений колишній міністр оборони СРСР Дмитро Язов.
У Литві був суд стосовно Михайла Горбачова через події 1991 року.
Також, станом на січень 2022, відкрита справа проти учасника АТО, українця Олександра Радкевича, який проходив службу в Радянській армії в 1991 році й був направлений водієм-механіком танку, який знаходився поряд з Будинком друку у Вільнюсі, за який йшла боротьба. 9 лютого суд Афін звільнив затриманого з-під варти в Греції за запитом Литви та ухвалив рішення про повернення Олександра в Україну.

## Пам'ять
13 січня є пам'ятним днем; ця дата відзначається у Литві як День захисників свободи.